# بونينجويس ليه كاليه
بونينجويس ليه كاليه (بالفرنسية: Bonningues-lès-Calais)‏ هي بلدية تقع في إقليم باد كاليه من منطقة نور با دو كاليه في شمال فرنسا. تبلغ مساحة هذه المدينة 8.49 (كم²)، وترتفع عن سطح البحر 82 م، يبلغ عدد سكانها 637 نسمة حسب إحصاء المعهد الوطني للإحصاء والدراسات الاقتصادية سنة 2009 م. وترأس Christian Salvary البلدية خلال فترة (2008-2014).